# Francesco Vòllaro
Francesco Vòllaro OSsT (* 25. Januar 1915 in Grumo Nevano; † 23. Juni 2004) war Bischof von Ambatondrazaka.

## Leben
Francesco Vòllaro trat dem Trinitarierorden bei und empfing am 8. April 1939 die Priesterweihe. 
Johannes XXIII. ernannte ihn am 19. Dezember 1959 zum Bischof von Ambatondrazaka. Die Bischofsweihe spendete ihm der Erzbischof von Diégo-Suarez, Edmond-Marie-Jean Wolff CSSp, am 1. Mai des nächsten Jahres; Mitkonsekratoren waren Angel Martínez Vivas OSsT, Bischof von Tsiroanomandidy, und Claude Rolland MS, Bischof von Antsirabé.
Bischof Vòllaro nahm an allen Sitzungsperioden des Zweiten Vatikanischen Konzils teil. Am 6. März 1993 nahm Papst Johannes Paul II. seinen altersbedingten Rücktritt an.